# 小千谷市市民プール
小千谷市市民プール（おぢやししみんプール）は、新潟県小千谷市桜町上にある夏季限定営業のプール。

## 施設
- 50mプール
  - 7コース（常時は2コースは台を設置し、幼児用プールとして使用）
  - 屋根は開閉式パネル
- 児童プール
- 幼児プール
- ウォータースライダー